# C. J. Langenhoven

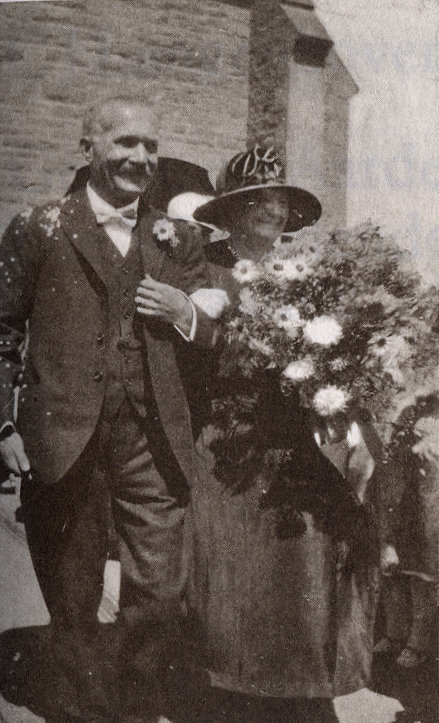
C. J. Langenhoven mit Ehefrau an der Kirche von Oudtshoorn, bei der Hochzeit ihrer Tochter Engela (1926)

C. J. Langenhoven (* 13. August 1873 in Hoeko bei Ladismith, Kapkolonie; † 15. Juli 1932 in Oudtshoorn; bürgerlicher Name Cornelis Jacobus Langenhoven; bekannt auch als Sagmoedige Neelsie und Oom Kerneels) war ein Schriftsteller, Politiker und Journalist in der südafrikanischen Kapprovinz. Er schrieb auf Afrikaans, setzte sich politisch für diese Sprache ein und verfasste den Text der früheren Nationalhymne Südafrikas, Die Stem van Suid-Afrika.

## Leben
Langenhoven wurde auf der Farm Hoeko geboren, am Fuß der Swartberge. Seine Mutter Rachel starb fünf Tage nach seiner Geburt, so dass er bei seiner Tante und Onkel aufwuchs. Er studierte an der Universität Stellenbosch, erwarb 1895 einen Bachelor of Arts und erhielt 1899 an der University of Good Hope Cape Town einen Bachelor in Jura. Fortan arbeitete er als Anwalt in Kapstadt und ab 1901 in Oudtshoorn. 1897 heiratete er die Witwe Lenie van Velden, 1901 wurden sie Eltern einer Tochter, Engela.
1912 trat Langenhoven eine Stelle als Redakteur bei der Oudtshoorner niederländischsprachigen Zeitung Het Zuid-Westen an. 1914 wurde er Mitglied des Provinzialrat der Kapprovinz, wo er zunächst der von Louis Botha und Jan Christiaan Smuts geführten South African Party angehörte, die er jedoch im Jahr darauf verließ. Außerdem war er 1915 Gründungsmitglied der afrikaanssprachigen Zeitung Die Burger, für die er unter dem Namen Sagmoedige Neelsie (etwa: „Sanfter Neelsie“) schrieb. Als Kandidat der Nasionale Party wurde er 1920 in die Nationalversammlung gewählt, wo er den Wahlkreis von Oudtshorn vertrat. Den Sitz verlor er jedoch schon bei der Neuwahl im folgenden Jahr wieder. Stattdessen wurde er in den südafrikanischen Senat gewählt, dem er bis zu seinem Tod angehörte. Er setzte sich dort für die Anerkennung von Afrikaans anstelle von Niederländisch als Amtssprache ein, was er 1927 auch erreichte.
Langenhoven verfasste 1918 den Text zu Die Stem van Suid-Afrika, die 1937 neben God Save the King gemeinsame und 1957 alleinige Nationalhymne Südafrikas wurde. Teile des Textes sind auch in der seit 1997 gültigen Nationalhymne Südafrikas enthalten.
Langenhoven verfasste zahlreiche weitere Werke, darunter Gedichtsammlungen, Geistergeschichten und den Science-Fiction-Roman Loeloeraai. 1926 veröffentlichte er mit Donker Spore den ersten Detektivroman auf Afrikaans. Er übersetzte Werke wie die Rubāyat von Omar Chayyām ins Afrikaans, schuf Sprichwörter und schrieb ein humoristisches Liebesgedicht auf seinen Hund. In zahlreichen Geschichten erscheint der fiktive Elefant Herrie, dessen Namen er in einen Stein an der N12 eingravierte – der Stein ist heute Nationaldenkmal. Langenhoven galt als humorvoller Nonkonformist und war für seine Schlagfertigkeit bekannt.
Langenhoven starb 1932 in seinem Haus in Oudtshoorn an Herzversagen. Er wurde auf seinem Grundstück beerdigt.

## Werke
Romane/Prosa
- 1911: Stukkies en brokkies. eine Sammlung von Gedichten, Erzählungen und Essays
  - Erweiterte Ausgabe 1913: Ons weg deur die wêreld
- 1912: Afrikaanse verjaardag-boekie
- 1921: Sonde met die bure
- 1921: Doppers en Filistyne
- 1923: Loeloeraai
- 1924: Die Lig van verre dae
- 1925: Herrie op die óu tremspóór
- 1926: Donker Spore
- 1927: Skaduwees van Nasaret
- ’n Fragment uit ’n onuitgeebare boek
- Lied van die harlekyn
- Pessimisme en optimisme

Aussprüche
- Spreuke Van Langenhoven (herausgegeben von J. P. Scannell)
- Beste Spreuke Van Langenhoven

Dramen
- 1921: Vrouetrou
- 1931: Petronella

Farcen
- 1909: Die familiesak
- 1909: Die troubelofte
- 1920: Die onmoontlike tweeling
- 1925: Die laaste van die takhare
- 1927: Die kinderparlement

Kinderbücher und Geistergeschichten
- 1922: Die eensame hoop
- 1924: Geeste op aarde
- 1925: Brolloks en Bittergal
- 1926: Mof en sy mense
- 1927: Die Krismiskinders
- 1928: Die boekie sonder naam
- 1930: Die wandelende geraamte
- 1931: Verhaaltjies
- Kootjie Totjie (illustriert von Marjorie van Heerden)

Juristische, historische und politische Schriften
- 1906: Iets over arbiters en arbitraties
- 1913: Die Hoop van Suid-Afrika
- 1918: Die Vrou van Suid-Afrika
- 1918: Republicans and sinners
- 1919: The everlasting annexation
- 1919: Twee geskiedkundige opstelle
- 1921: Eerste skoffies op die pad van Suid-Afrika
- 1928: Die goeie burger
- 1929: Goud of Papier?
- 1929: Die witman se pand

Über Afrikaans
- 1923: Die opdraende pad
- 1926: A first guide to Afrikaans
- 1931: Hoe om te skrywe
- 1937: Oor opstelle

Kolumnen aus dem Burger
- 1930: Aan stille waters
- 1941: Aan stille waters II

Autobiografie
- 1932: U dienswillige dienaar

Gesammelte Werke
- 1933–1937: Kapstadt, 14 Bände.
- Ab 1949: 16 Bände.[5][7]

## Auszeichnungen
- 1927: Hertzogprys für Prosa für Skaduwees van Nasaret
- 1931: Ehrendoktorwürde der Universität Stellenbosch

## Nachwirkungen
- Das Studentenzentrum der Universität Stellenbosch ist nach ihm benannt; es wird gelegentlich auch als Die Neelsie bezeichnet.
- Der südafrikanische Filmemacher Manie van Rensburg drehte 1983 auf der Basis von Langenhovens Werk die komödiantische Fernsehserie Sagmoedige Neelsie.
- Zu seinem 100. Geburtstag wurden von der südafrikanischen Post mehrere Sondermarken herausgegeben.
- Das ab 1901 von Langenhoven genutzte Wohnhaus in Oudtshoorn, Arbeidsgenot (etwa: „Arbeitsgenuss“) genannt, ist heute ein Museum.
- Nelson Mandela las während seiner Haft 1964 das Langenhoven-Werk Skaduwees van Nasaret (etwa: Schatten von Nazaret) über die Verurteilung Jesu zum Tode, das ihn tief berührte.[8]
- André Brink lässt in seinem Roman Sandkastele (deutsch: Sandburgen) der zur Zeit der Wahlen 1994 spielt, einen Schwarzen zum Liebhaber eines Buches von Langenhoven werden, während die weiße Protagonistin Langenhoven als antiquiert ablehnt – eine ironische Umkehrung der Verhältnisse zur Zeit der Apartheid.